# Ivy Ross
Ivy Ross (Yonkers, 1955) è una dirigente d'azienda e designer di gioielli statunitense, da luglio 2016 vicepresidente della divisione Hardware Design di Google.
I suoi gioielli in metallo sono presenti nelle collezioni permanenti di 12 musei internazionali, tra cui lo Smithsonian di Washington Inserita anche nel mondo degli affari, Ross è anche una keynote speaker e membro di diversi board, ed è stata elogiata come "visionaria creativa" dal mondo dell'arte. Nel luglio 2019 è stata nominata al 9º posto nella classifica di Fast Company delle 100 persone più creative nel mondo degli affari.

## Biografia

### Infanzia e istruzione
Ross è nata a Yonkers e cresciuta a Riverdale. Ha attribuito al padre, un ingegnere industriale che ha lavorato per lo studio di Raymond Loewy che ha creato l'automobile Studebaker Silver Hawk, il merito di aver influenzato la sua carriera. Ross ha frequentato la High School of Art and Design di New York, laureandosi in Belle Arti e in Psicologia. Successivamente ha frequentato la School of Design dell'Università di Syracuse  e il Fashion Institute of Technology di New York con una specializzazione in Design di gioielli. Ha poi completato il Programma di sviluppo della gestione professionale presso la Harvard Business School nel 1994.

### Carriera
Ross ha iniziato la sua carriera professionale come designer. Dopo l'università ha avviato una attività di design di gioielli nel 1978 chiamata Small Wonders. Fino alla metà degli anni '80, Ross ha lavorato come designer per Avon Products. Ha supervisionato lo sviluppo dei prodotti per Swatch. Ha lavorato come designer di accessori per Liz Claiborne prima di passare alla progettazione diretta e allo sviluppo di Outlook Eyewear (Bausch & Lomb), Coach e Calvin Klein.
Durante l'incarico di Ross alla Mattel, dal 1998 al 2004, come Vicepresidente senior di Worldwide Product Design & Brand Image for The Girls Division, è stata incaricata di sviluppare un nuovo giocattolo per il segmento delle bambine preadolescenti e ha concepito un esperimento di design multidisciplinare chiamato "Project Platypus", sfociato nello Ello Creation System di Mattel che ha riscosso un grande successo.
Dopo aver lasciato Mattel Ross è entrata a far parte di Gap come Vicepresidente esecutivo di Product Design & Development per Old Navy dal 2004 al 2007. In questo periodo, Ross ha creato un blog interno chiamato "Culture Feed" con approfondimenti tratti da Internet e curato dal cacciatore di tendenze Jody Turner. Ha lasciato l'azienda per diventare Vicepresidente senior e Direttore Creativo per il Disney Stores of America (di proprietà del Children's Place), posizione che ha ricoperto per un anno prima di tornare a Gap nel 2008. Come Vicepresidente Esecutivo Marketing per Gap Ross è stata la responsabile del lancio della linea di jeans denim 1969. Nel luglio 2011 Ross è entrata in Art.com dove ha ricoperto il ruolo di Direttore Marketing fino al suo passaggio a Google X, nel maggio 2014, alla guida del team di Google Glass e ha lavorato a Google Home. A luglio 2016 è stata nominata Responsabile Design Google Hardware.

#### Gioielli
Ross è stata uno dei primi gioiellieri ad utilizzare titanio, tantalio e niobio, metalli che svelano uno spettro di colori quando sono carichi di elettricità. All'età di 26 anni Ross ha avuto alcuni dei suoi gioielli inclusi nelle collezioni permanenti di 10 musei, tra cui lo Smithsonian Institution, il Victoria and Albert Museum di Londra, il Museum of Arts and Design, lo Schmuckmuseum a Pforzheim in Germania, il Cooper-Hewitt, il National Design Museum di New York City e il Montreal Visual Arts Center. Ross è un'artista artigianale di fama internazionale e le sue opere sono state esposte in tutto il mondo. Nel 1984 Ross e l'allora marito Robert Ebendorf hanno vinto un concorso di design di Formica Group attraverso la sperimentazione di un nuovo prodotto chiamato ColorCore.

#### Consigli di amministrazione
Ross è nel consiglio di amministrazione di Casual Male Retail Group Inc. e dell'Institute for Play. In precedenza ha fatto parte del design board di Procter & Gamble.

## Premi e riconoscimenti
Nel 2003 Ross è stato uno dei nove dirigenti scelti dalla rivista Fast Company per il numero Who's Fast 2003. Ross è stata selezionata come giurata per il concorso IDEA (Industrial Design Excellence Awards) nel 2006. Inoltre ha presentato, come business storyteller per BIF-2, un summit collaborativo sull'innovazione sponsorizzato dalla Business Innovation Factory nello stesso anno. Nel 2008 è stata nominata Fashion Design Mentor per l'Otis College of Art & Design.